# Hell's Kitchen, New York

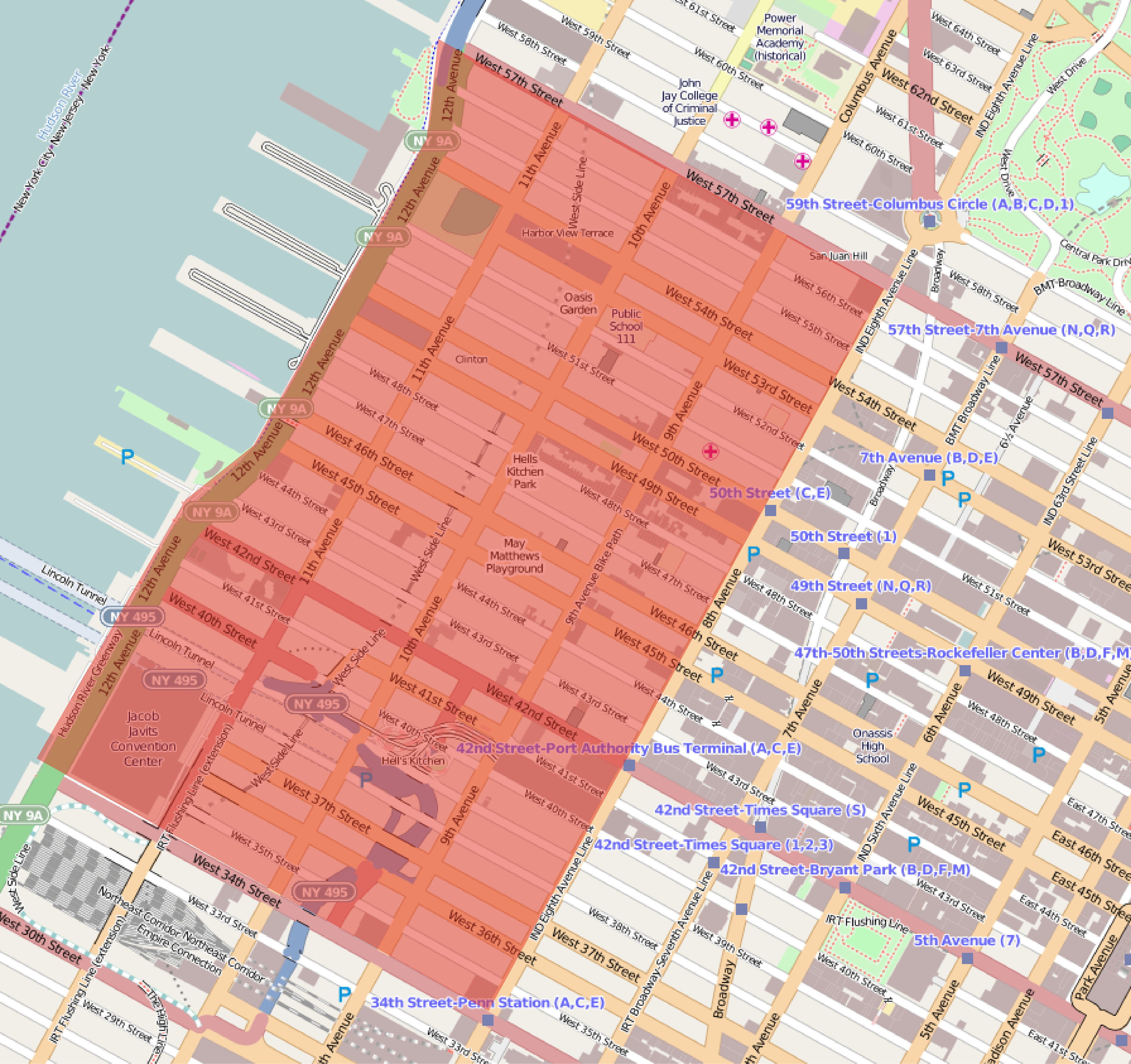
En karta över Hell's Kitchen.

Hell's Kitchen, också känt som Clinton, är ett område i New York beläget på Manhattan mellan 34th och West 57th Street, från 8th Avenue till Hudsonfloden. Det har ofta figurerat som slumområde i böcker och tecknade serier.